# Роггеман, Виллем
Виллем Мауриц Роггеман (нидерл. Willem Maurits Roggeman, 9 июля 1935, Брюссель) — бельгийский писатель, лауреат премии Тратти (итал. Premio Tratti) 2007 года.